# Saint-Girons-d'Aiguevives
Saint-Girons-d'Aiguevives es una población y comuna francesa, situada en la región de Aquitania, departamento de Gironda. Produce vinos de la AOC Blaye.

## Demografía
| 508 | 615 | 564 | 640 | 658 | 795 |
| Para los censos de 1962 a 1999 la población legal corresponde a la población sin duplicidades (Fuente: INSEE [Consultar]) |     |     |     |     |     |